# Distrito Escolar Unificado de las Preparatorias de Merced
El Distrito Escolar Unificado de las Preparatorias de Merced (Merced Union High School District, MUHSD en inglés) es el distrito escolar en California, Estados Unidos. El distrito tiene escuelas en Atwater, Livingston, Merced, y en las áreas no incorporadas. Tiene su sede en el Castle Commerce Center en un área no incorporada en el Condado de Merced.

## Escuelas
- Merced Adult School

### Escuelas secundarias
- Atwater High School (Atwater)
- Buhach Colony High School (Área no incorporada)
- Golden Valley High School (Merced)
- Independence High School (Merced)
- Livingston High School (Livingston)
- Merced High School (Merced)
- Sequoia High School (Merced)
- Yosemite High School (Merced)